# Pentastar: In the Style of Demons
Pentastar: In the Style of Demons è il terzo album in studio del gruppo musicale statunitense Earth, pubblicato il 25 aprile 1996 dalla Sub Pop Records. 

## Tracce
1. Introduction – 5:15
2. High Command – 5:50
3. Crooked Axis for String Quartet – 5:29
4. Tallahassee – 3:50
5. Charioteer (Temple Song) – 4:17
6. Peace in Mississippi (Jimi Hendrix cover) – 5:56
7. Sonar and Depth Charge – 7:13
8. Coda Maestoso in F (flat) minor – 5:19

## Formazione
- Dylan Carlson - chitarra, voce, pianoforte
- Michael Deming - organo
- Sean McElligot - chitarra
- Ian Dickson - basso, chitarra
- Michael McDaniel - batteria